# Claes Funck
Claes Johan Erik Edvard Funck, född 29 augusti 1939 i Skövde, är en tidigare bildredaktör på Aftonbladet som även porträtterat städer och stadsdelar i flera fotoböcker.

## Biografi
Claes Funck flyttade till Stockholm 1962 för att gå på Fotoskolan STHLM vid Stockholms Universitets kursverksamhet under ledning av Christer Strömholm. På skolan fick han också upp ögonen för stora fotografer som Henri Cartier Bresson, Robert Capa och Andreas Feininger. 
På fotoskolan kom han i kontakt med fotografen Lennart af Petersens. af Petersens hade fotograferat det omfattande rivandet av hus i Stockholm och uppmanade eleverna att föreviga sina egna hemorter. Inspirerad av detta förevigade Funck träkåkarnas Skövde och Klarakvarteren i Stockholm. Fotografier som resulterade i tre fotoböcker. 
Funck anställdes på Aftonbladet 1966 och kom att arbeta för tidningen på olika positioner fram till 1997. Under åren 1969-1997 var han bildredaktör på Aftonbladet. 
Efter pensionen 1997 har Funck ägnat sig åt akvarellmåleri vilket resulterat i flera utställningar i Skövde.

## Utmärkelser
Tilldelades Skövde Kulturnämnds Honorärstipendium 2008 med motiveringen:
För sitt personliga uttryck i foto och i dokumentation av människor och miljöer som nu är borta i 60-talets Skövde.